# Antoine Héroët
Antoine Héroët, ou Herouet, né vers 1492 et mort vers 1567, est un poète et un ecclésiastique français.

## Biographie

### Une date de naissance incertaine
Antoine Héroët serait né en 1492, selon Frédéric Godefroy. Cette date sera reprise par tous les biographes ultérieurs, mais on ignore encore sur quel document Frédéric Godefroy s’appuyait. La date reste donc hypothétique.

### La famille d’Antoine Héroët
Antoine Héroët était le fils de Jean Hérouet, un trésorier du roi, et de Marie Malingre. Son père a fait construire dans le Marais l’hôtel Hérouet, qui existe encore, reconnaissable à sa tourelle, qui domine le carrefour de la rue des Francs-Bourgeois et la rue Vieille-du-Temple.

#### Jean Hérouet
Jean Hérouet était peut-être originaire de Normandie. Il existe un hameau de ce nom dans le canton d’Octeville, à 4 km au sud-ouest du centre de Cherbourg. Et on sait que, le 7 mai 1532, Jacques Hérouet, détenteur héréditaire d’une sergenterie relevant de la vicomté d’Avranches, a fait déclaration de foi et hommage pour ce fief. Il reste cependant impossible de situer avec certitude les origines familiales dans cette petite seigneurie normande ; mais les Hérouet semblaient entretenir des rapports réguliers avec cette province. En outre, en 1499, un Jehan Herouet était greffier civil de l’échiquier de Normandie, ou greffier civil en chef au Parlement de Rouen. S’agissait-il du trésorier parisien ? On sait que Jean Hérouet a souvent été chargé de missions lointaines, jusqu’en Italie. Or le poste était important car cette année-là l’échiquier de Normandie, qui était une cour médiévale intermittente, devint le parlement de Rouen. Jean Hérouet peut donc avoir été chargé de contribuer à l’organisation de la nouvelle institution.
Par la suite, en 1502, Jean Hérouet fut trésorier à Milan. Là, il se serait livré à des malversations qui ont brisé, semble-t-il, sa carrière : on perd toute trace de lui dans l’entourage royal. Il est encore en vie en 1508, puisqu’en janvier, à Blois, Louis XII institua à la requête de Jean Herouet, seigneur de Carrières-sous-Bois, deux foires annuelles au dit lieu, l’une le jour de la Saint-Vincent, l’autre le lendemain de la Saint-Pierre en juin, et un marché le lundi de chaque semaine. Jean Hérouet avait acquis ce fief de son mariage. Il avait un Hôtel particulier au no 54 de la rue des Francs-Bourgeois

#### Marie Malingre
La mère d’Antoine Héroët appartenait, elle, à une famille déjà bien installée de la noblesse de robe parisienne. Le 30 octobre 1465, Nicolas Malingre, huissier de la chambre des comptes, avait reçu des lettres d’anoblissement de Louis XI. Sa fille, Marie, tante de la mère d’Antoine Héroët, épousa Hector Hyon, seigneur de Carrières, faisant ainsi entrer le fief dans la famille.
Le 14 novembre 1470, Jean Malingre, fils de Nicolas, fut reçu conseiller au parlement de Paris. Il épousa Blanche Rolland, qui appartenait également à une famille de la noblesse de robe. Marie Malingre aurait été leur premier enfant. Elle eut elle-même six enfants de son mariage avec Jean Herouet, nommés Nicolas, Georges, Antoine, Louise, Marie et Jean. Le 15 septembre 1515, Marie Malingre, qui est donc devenue veuve, se remaria avec Jean Ballue, dit le jeune, neveu du cardinal La Balue, seigneur de Villepreux, de Gouaix, d’Ermet, de Cervolle et de la Motte-Bonot. Celui-ci devint en 1520 Maître d’hôtel de la reine de Navarre et écuyer tranchant du dauphin. Cette alliance rapprochait de nouveau la famille de la cour, et Antoine Héroët profita toute sa vie de ces liens.

### Jeunesse et études
Antoine Héroët vécut peut-être ses premières années dans l’hôtel Hérouet, à moins qu’il n’ait été placé en nourrice à la campagne, comme cela se pratiquait à l’époque.

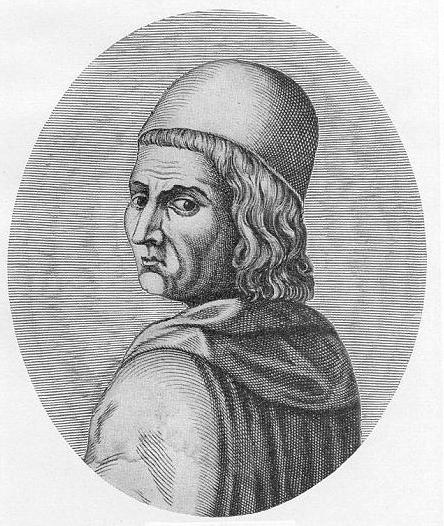
Marsile Ficin, dont Antoine Héroët traduit et versifie la traduction de L’Androgyne.

On s’est interrogé sur les études qui l’ont amené à devenir humaniste. Son biographe Colletet rapporte qu’il a étudié à Paris. La tradition familiale l’amena certainement à étudier en premier lieu le droit. Cela supposait à l’époque d’être bilingue : toute la profession travaillait en effet encore en latin. Il semble bien avoir été promis à une carrière judiciaire, car le 2 avril 1527, un Antoine Hérouet fut nommé auditeur au Châtelet. On ne lui connaît pas d’homonyme à Paris, et il s’agit d’autant plus vraisemblablement de lui qu’il accéda par la suite à d’autres titres de la carrière judiciaire.
Mais Antoine Héroët s’est-il limité à des études de droit ? Fils d’une famille aisée, il a sans doute pu étudier à sa guise. Selon J. Hutton[réf. nécessaire], Jean Salmon Macrin et Hérouet se connaissaient déjà en 1515 au moins. Antoine a-t-il étudié le grec avec Salmon Macrin sous l’égide d’Aléandre et peut-être de Lefebvre d’Étaples ? On ne connaît aucun témoignage allant dans ce sens. Mais les œuvres d’Héroët montrent son intérêt pour Platon, ce qui est à l’époque un trait caractéristique de la Renaissance intellectuelle. Selon André-Jean Festugière[réf. nécessaire], Héroët s’est non seulement inspiré de Platon, mais aussi de textes italiens non traduits, ce qui suppose qu’il ait également connu cette langue. Si l’on ignore si Héroët a eu un accès suffisant au texte original de Platon, on sait du moins qu’il dit, dans son Androgyne, s’inspirer de Marsile Ficin. Ce faisceau d’indices permet en tout cas d’inscrire Héroët dans la mouvance néoplatonicienne des humanistes du début du XVIe siècle.

### Dans l’entourage de Marguerite de Navarre

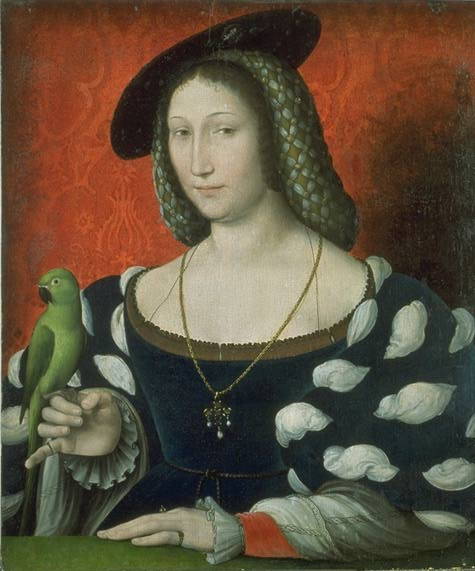
Portrait de Marguerite de Navarre, par Jean Clouet, vers 1527.

En 1524, Antoine Héroët reçut de Marguerite de Navarre, sœur de François Ier, une pension de 200 livres. La somme était importante et lui permettait de vivre confortablement. Visiblement, la position de maître d’hôtel de son beau-père de la reine de Navarre lui avait servi. Mais si la sœur du roi s'intéresse à lui, c'est peut-être aussi à cause de ses qualités humaines : on faisait, semble-t-il, appel à lui dans des arbitrages. Cela lui permettait surtout de se rapprocher de la cour savante et raffinée d’humanistes, d’artistes et de poètes qui entourait Marguerite, et qui fut l’un des creusets de la Renaissance française. À l’époque, la figure la plus importante en était Clément Marot, nommé valet de chambre du roi en 1528.

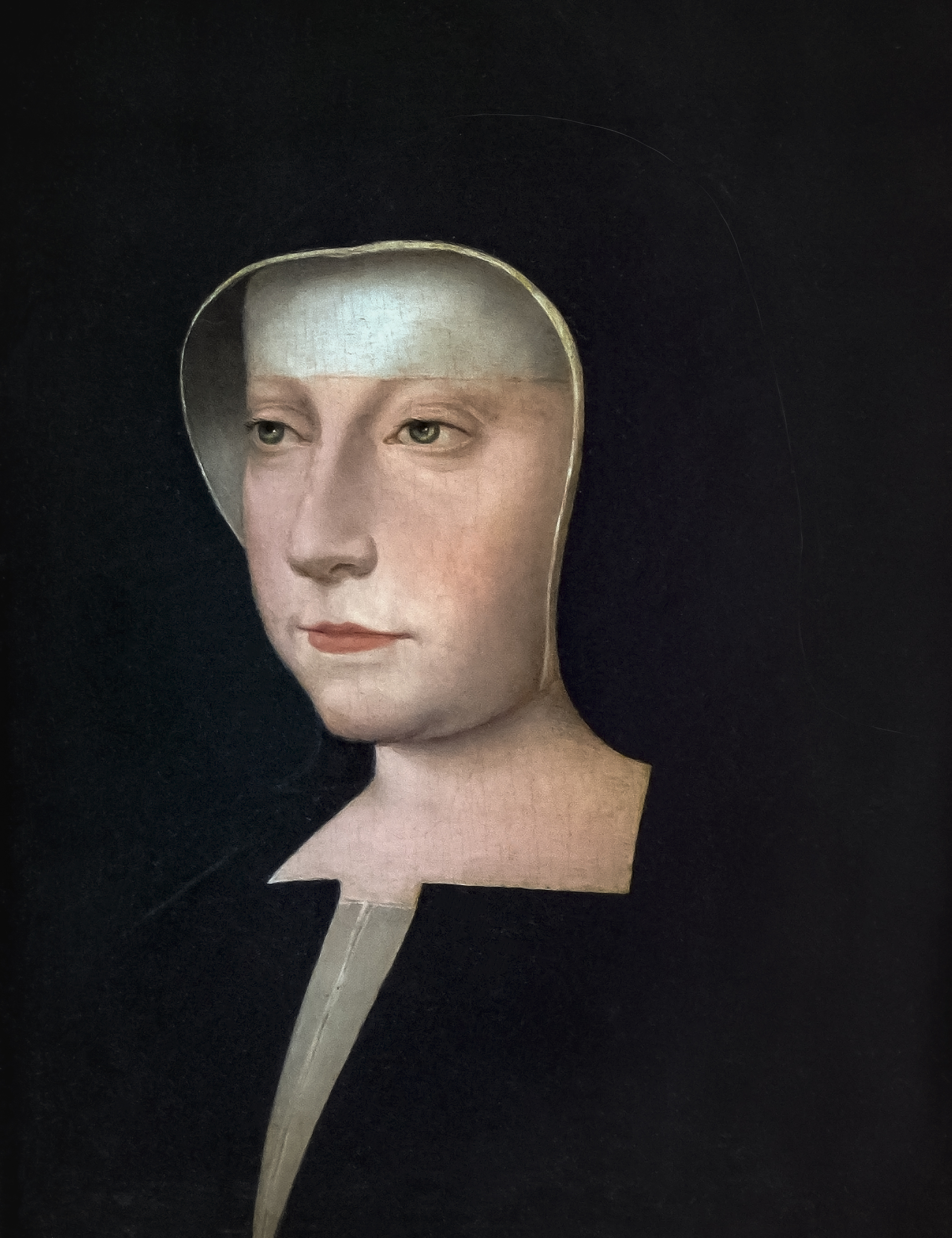
Louise de Savoie.

Héroët dut y plaire, car en 1529 il devint « pensionnaire extraordinaire » de Marguerite de Navarre et de Louise de Savoie, pension qui a duré jusqu’en 1539. On a retrouvé un bail signé par lui le 25 juillet 1532, qui prouve qu’il vivait probablement à l’extérieur de la cour. Selon ce bail, Antoine Héroët, seigneur de La Maison-Neuve, louait une maison rue de la Bretonnerie. La seigneurie de Maison-Neuve était un petit arrière fief de Carrières-sous-Bois, et sans doute un revenu alloué par sa famille.

### Les débuts poétiques
On ignore quand Héroët a commencé à faire des vers. Il semble avoir publié tardivement ses poésies, et contrairement à l’usage, ne fit précéder ses publications d’aucun panégyrique, qui aurait pu nous apporter des renseignements. Par la voie détournée de la musicologie, on sait cependant qu’il a déjà écrit en 1533 : Clément Janequin composa en effet à cette date une partition pour le poème « Ayez pitié du grand mal que j’endure ». On sait aussi qu’en 1535, Clément Marot écrivit de Ferrare où, accusé de protestantisme, il était réfugié, le Blason du beau tétin auquel Héroët répond comme beaucoup d’autres poètes par un Blason de l’œil.
La même année, l’auteur anonyme du Panégyrique des demoiselles comparait Héroët à Horace, en faisant une paronomase sur les deux noms, procédé courant dans les éloges poétiques au XVIe siècle. Cette célébrité naissante s’explique sans doute par la publication de L’Androgyne d’après Platon, qu’il ne présenta pourtant au roi que l’année suivante, en 1536 : François Ier avait insisté pour connaître enfin ce poème, mais Hérouet s’excusa en affirmant être mécontent de ses vers et pour cela « les tenir longuement en silence ».
Cette reconnaissance officielle marquait le début véritable de la renommée littéraire d’Antoine Héroët. En 1537, Salmon Macrin lui dédie une hymne latine et Fripelippes invoque son autorité dans la querelle de Marot contre Sagon. Enfin, la même année, Antoine de Saix fait de nouveau l’éloge de son Androgyne.

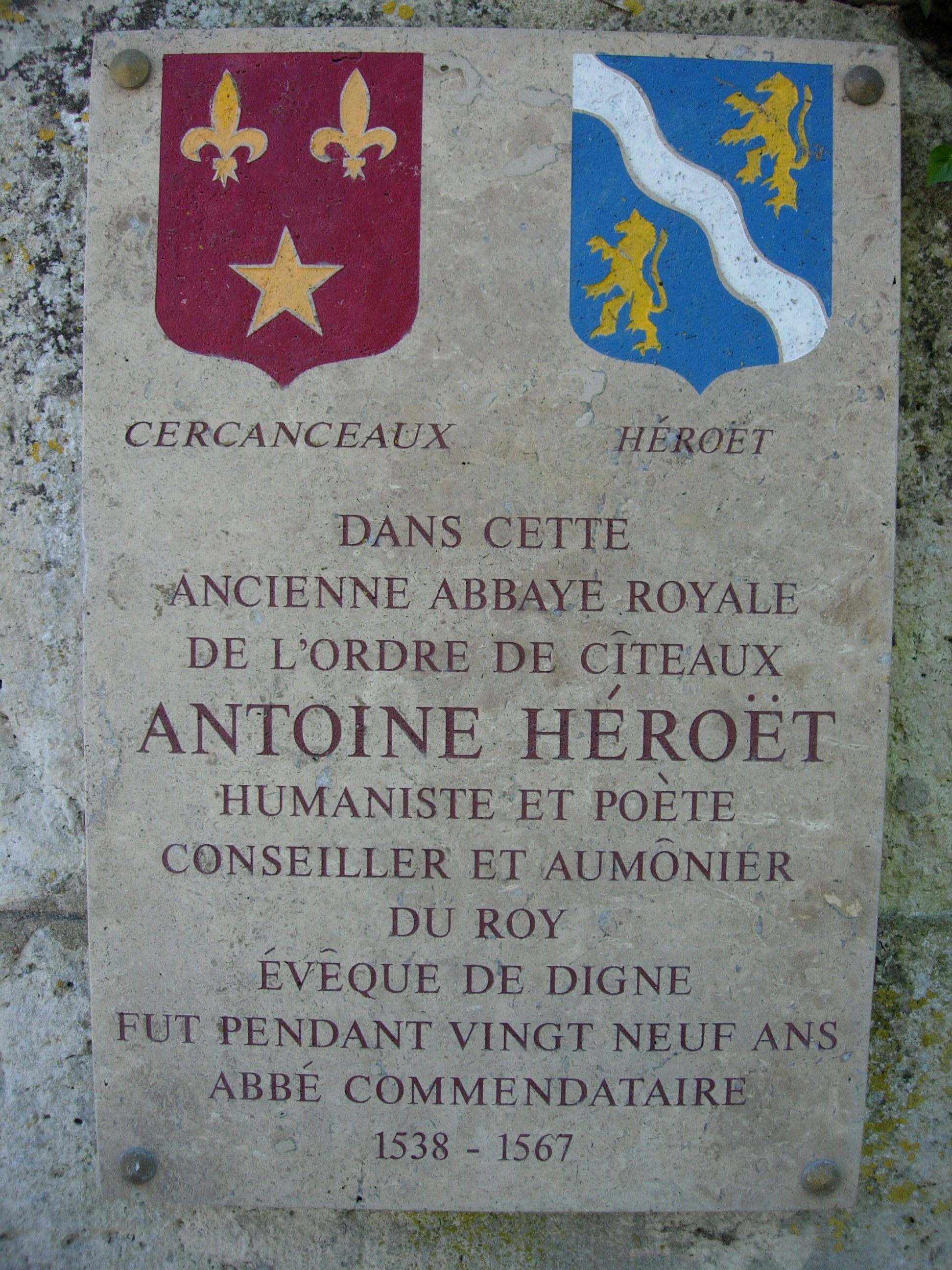
Plaque commémorative à l'abbaye de Cercanceaux.

1538 fut certainement un tournant dans la carrière de cet homme de robe, courtisan humaniste et poète. Le roi lui donna en effet le bénéfice de l’abbaye de Cercanceaux, vacant par la mort de son abbé, Jean de Moles. Dans l’acte, Antoine Héroët est désigné sous le titre de Maître des requêtes ordinaires du roi et de la reine de Navarre, mais il s’agit peut-être d’une charge de complaisance. Ce bénéfice lui donnait en tout cas d’importants revenus ; l’année suivante, il cessa de figurer sur les comptes de Louise de Savoie et de Marguerite de Navarre : le revenu de l’abbaye de Cercanceaux remplaçait vraisemblablement la pension de la mère et de la sœur du roi.

### Le clerc
La bulle de nomination pontificale du 23 août 1538 montre que le poète cumule les bénéfices ecclésiastiques, une pratique courante à l’époque. Il était à la fois curé de Saint-Germain de Villepreux, dont son beau-père Jean de La Balue était seigneur, curé de Sainte-Geneviève de Lindry, dans l’Yonne et enfin prieur commendataire de Nesles-la-Gilberte, près de Rozay-en-Brie. En 1544, on le retrouve chapelain de la chapelle Saint-Louis fondée en l’église Saint-Denys de Coulommiers. Enfin, en 1552, il devint 22e prieur commendataire du Val-Saint-Éloi, entre Chilly et Longjumeau.

Contrairement à beaucoup de ses contemporains, il semble avoir pris au sérieux ses fonctions de bénéficier. Il a ainsi payé un desservant à Coulommiers, Nicolas Alleaume, pour faire dire la messe dans la chapelle dont il a la charge. Mais c’est surtout à Cercanceaux que son implication est la plus visible. D’abord, il a résidé dans son abbaye : on sait par son testament qu’il y a des meubles ; qu’il demande à y être enterré ; qu’il y possède un troupeau de vaches qu’il laisse à sa cousine ; qu’il aimerait enfin que son neveu soit abbé après lui. Deux actes chez les notaires de Château-Landon prouvent en outre qu’il a continué de s’occuper de son abbaye même lorsqu’il était évêque de Digne. En 1630, dans son Histoire du Gâtinais, Dom Morin ne cite qu’Antoine Héroët parmi les anciens abbés de Cercanceaux, et rapporte que celui-ci a fait des réparations et les a marquées de son blason : 

« […] a succédé à Monsieur l’évêque de Digne Anthoine Hérouet, iceluy a fait quelques réparations en ladite abbaye, & l’on voit ses armes en plusieurs lieux, qui sont deux lyons & une bande cannellée ou ondée. »

 Les travaux n’étaient cependant pas encore payés à sa mort, car le bailli de Nemours saisit la succession d’Heroët, pour finir de les régler. Mais pour les moines de 1630, c’est le seul abbé qui ait laissé un souvenir, et c’est un souvenir positif.

### L’apogée de la carrière poétique
Pendant les quinze années qui séparèrent sa nomination d’abbé de Cercanceaux de celle d’évêque de Digne, la renommée poétique d’Antoine Héroët ne cessa de croître.

#### L’éloge des pairs

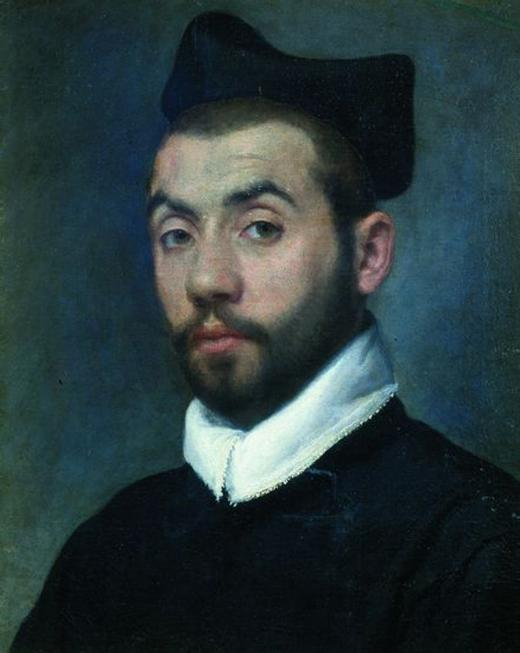
Clément Marot.

En 1539, Étienne Dolet cite Antoine Héroët, « excellent traducteur, […] illustrateur du haut sens de Platon ». Et Marot l’invoque de nouveau dans une querelle contre Mellin de Saint-Gelais, en le surnommant « Thony ». Plus tard, en 1543, il affirme qu’Héroët est l’un des trois grands poètes français de l’époque. Claude Chappuys qualifie son style d'« héroïque ». Charles de Sainte-Marthe, lui, publie en 1540 une Élégie du temps de France, dans laquelle il cite Héroët au même titre que Mellin de Saint-Gelais ou que Maurice Scève, et évoque son amitié avec Charles Fontaine. En 1548, Thomas Sébillet érige Antoine Héroët en modèle pour tous les poètes.
En 1542, Héroët fit imprimer la plus importante de ses œuvres, la Parfaicte Amye de Court chez Étienne Dolet, en signalant à l’imprimeur qu’il se fait appeler Maison Neuve, nom féodal qui ne semble avoir été utilisé que dans le cercle restreint de la cour. Mais l’imprimeur choisit à la place d’inscrire Héroet, une forme en vogue auprès de certains grammairiens de l’époque, mais qui faisait fi de toute tradition écrite. La Parfaicte Amye est écrite en réaction à L’Amye de court (1541) de Bertrand de la Borderie, qui s’opposait au néoplatonisme en proposant une image moins éthérée de la femme aimée. L’œuvre s’inscrivait donc dans un débat contemporain, dont les conversations entre les personnages de l'Heptaméron de Marguerite de Navarre rendront compte. Dans cette controverse, Héroët reçut le soutien de Charles Fontaine, auteur d’une Contr’amye de Court.
En 1544, désormais seul seigneur du fief de Maison-Neuve, qu’il partageait jusque-là avec l’un de ses frères, Antoine Héroët publie de nouveau l’Androgyne, et la Parfaicte Amye, dans Le Mesprit de la cour, un ouvrage collectif qui fut plusieurs fois réédité dans les années suivantes. L’année 1547 voit enfin la publication des Opuscules d’amour par Antoine Héroët, La Borderie « et autre divins poètes » chez de Tournes à Lyon.

#### L’admiration plus nuancée de la nouvelle génération

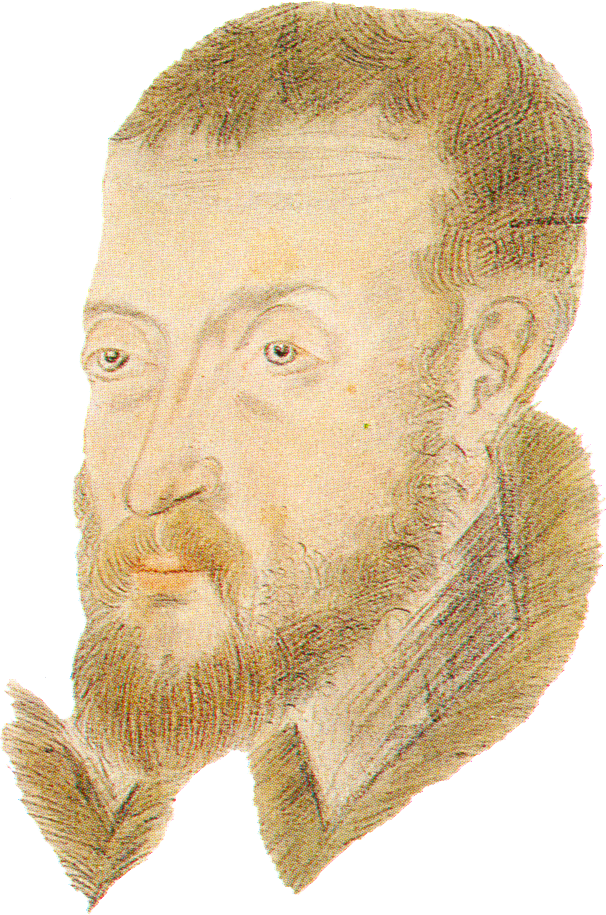
Portrait de Joachim du Bellay par Jean Cousin.

En 1549, c’est au tour de Du Bellay de lui offrir un long poème à sa gloire, dont voici un extrait :
« Héroët, aux vers heroïques

(sujet vrayment digne du ciel),

Qui en douceur passent le miel

En gravité les fronts stoïques,

Ta Muse, des Graces amie,

La mienne à te louer semond,

[...]

On peut, Héroët, estimer

En toy celuy revivre encore

À qui jadis dedans la bouche

Les abeilles alloyent formant,

Le miel, lors qu’il estoit dormant,

Encor' enfant, dedans sa couche… »
Mais après ce poème dithyrambique, Du Bellay attaque dans la Défense et illustration de la langue française les auteurs qui imitent Héroët ainsi que Marot :

« aussi est-ce chose grandement à reprendre, voire odieuse à tout lecteur de libérale nature, voir en une même langue une telle imitation, comme celle d’aucuns savants mêmes, qui s’estiment être des meilleurs quand plus ils ressemblent un Heroët ou un Marot. »

— Défense et illustration de la langue française I, 8.

Le français n’est selon la Pléiade pas encore une langue suffisamment poétique pour qu’on puisse imiter les auteurs du passé. Mais la critique se fait ensuite plus directe, quoique voilée : 

« L’autre [Héroët], outre sa ryme, qui n’est par tout bien riche, est tant denué de tous ces delices & ornementz poëtiques, qu’il merite plus le nom de phylosophe que de poëte. »

— Défense et illustration de la langue française, II.
Malgré ces réserves, en 1550, Du Bellay, dans sa Musagnoeomachie, met en scène Héroët et Marot dans la troupe qui lutte contre l’ignorance. La même année, François Habert cite Héroët tout au début de sa liste des poètes de l’époque. Enfin, dernière consécration de la nouvelle génération, Ronsard fait l’éloge d’Héroët dans la préface de ses Odes.

En 1555, Jacques Peletier du Mans vante à son tour les qualités du poète : 

« […] je n’ai encore vu Poésie en français mieux dressée à mon gré, ni plus sentencieuse, ni là où il y eût moins à redire : que la Parfaite Amie d’Antoine Héroët. »

— Art poétique.

### La seconde carrière d’Antoine Héroët

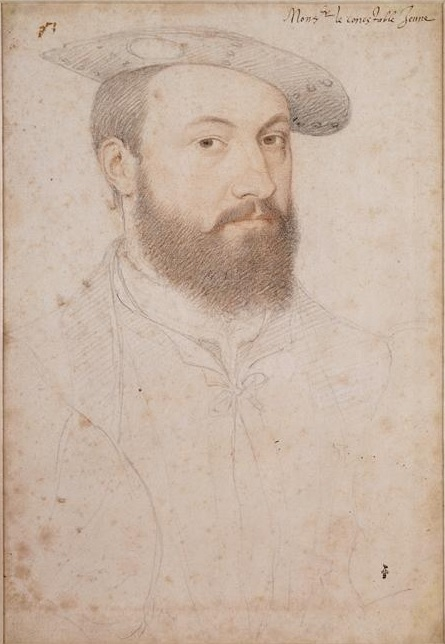
Anne de Montmorency en 1530, peint par Jean Clouet.

À partir de cette date, les éloges deviennent moins nombreux. Le poète semble en effet ne plus écrire, même s’il est réédité régulièrement.
Après 1542, Marguerite de Navarre est occupée par les affaires de son royaume. Elle vit loin de Paris et son influence diminue d’autant plus que son entourage est accusé de protestantisme. Héroët se trouva peut-être un nouveau protecteur en la personne du connétable Anne de Montmorency, alors en disgrâce, qui construisait le château d'Écouen et s’entourait d’une cour d’humanistes. Les verrières du château sont en effet ornées par des huitains de Chappuys, de Saint-Gelais, et d’Héroët, signés du nom de Maison-Neuve. Le connétable de Montmorency, que rapporte Brantôme, on surnommait « le grand rabroueur », était un fervent catholique, ce qui met à mal les accusations au sujet de l'intérêt que portait Héroët au protestantisme.
On sait par les nombreux actes notariés qu’il a laissés à Paris qu’il participait activement à la vie de la famille, en gérant parfois des sommes importantes. En novembre 1544, Antoine Héroët agit ainsi pour le compte de Gaston Olivier dans l’achat de deux maisons rue Vieille-du-Temple, l’une où Antoine demeurait, et l’autre où logeait sa mère, Marie Malingre, et le second époux de celle-ci, Jean de La Ballue. Georges Hérouet, frère d’Antoine, avait épousé Madeleine Olivier. Les Olivier appartenaient à une famille de la noblesse de robe bien en cour, qui avait aussi profité du soutien de Marguerite de Navarre. Le 28 avril 1545, l’un d’eux, François Olivier devient chancelier de France. Antoine Héroët « était ordinairement en sa cour… »[réf. nécessaire]. Entre-temps, le connétable de Montmorency était revenu aux affaires. Héroët avait donc de nouveau deux protecteurs puissants.

### Une fin de vie peu connue
En 1551, Henri II nomma Antoine Héroët évêque de Digne. Dans l’acte, on lui donnait le titre de « feal conseiller et aulmosnier ordinaire maistre Anthoine Heroët, abbé de Cercanceaulx ». Les conseillers du roi, et même les aumôniers, étaient assez nombreux, mais ce cumul est tout de même la preuve que le personnage était bien en cour, sans qu’on sache très bien à quel titre. On perd alors presque toute trace d’Héroët. Les hommes du XVIe siècleont beaucoup écrit de mémoires, et la vie de la cour des Valois est bien connue. Mais à parcourir les index des mémoires du temps, on ne trouve rien. Rien non plus dans les ouvrages qui relatent la vie politique. Contrairement à ce qui a été dit plus tard, il ne laisse aucune trace dans les disputes religieuses de l’époque. Quelques actes notariés dans les archives montrent une vie de famille normale. À Digne, il laisse également peu de traces.
On a même longtemps ignoré la date exacte de sa mort, que l’on situait en 1568. En fait s’il semble qu’il ait participé à l’assemblée générale du clergé qui commence le 25 octobre 1567. Son successeur à Cercanceaux, le cardinal de Bourbon, est nommé à Rome le 20 décembre, et l’acte précise qu’Héroët est mort.

## Œuvres
L’influence du néoplatonisme sur Héroët se marque comme chez d’autres poètes du temps par un idéalisme qui mêle l’amour au divin. L’amour sensuel y est opposé à un amour spirituel qui amène à la compréhension des idées et représente donc la synthèse réussie du Vrai, du Beau et du Bien, de la réalité et de la spiritualité. Ces lieux communs se traduisent en une poésie philosophique, qui cherche à exprimer par les figures de la métaphore, du paradoxe et de la pointe l’élévation spirituelle nécessaire pour accéder à cet amour idéal, qu’Héroët définit comme un « je ne sçay quoi ». Cette esthétique est illustrée par cet extrait de la Complaincte d’une Dame surprinse nouvellement d’amour d’Héroët :
« Car je me veulx, sans me perdre, trouver,

Et sans espreuve, en moy seule esprouver,

Puis m’esprouvant, scavoir ce qui peult estre,

Que je congnois en moy sans le congnoistre.

Seroit ce amour ? Confesser je ne l’ose ;

Et si sens bien je ne scay quelle chose

Dedans mon cueur, qui de l’amour approche. »
- L’Androgyne de Platon, traduction versifiée établie à partir de celle de Marsile Ficin ;
- 1542 La Parfaite Amie.